# Wspólnota administracyjna Wutöschingen
Wspólnota administracyjna Wutöschingen – wspólnota administracyjna (niem. Vereinbarte Verwaltungsgemeinschaft) w Niemczech, w kraju związkowym Badenia-Wirtembergia, w rejencji Fryburg, w regionie Hochrhein-Bodensee, w powiecie Waldshut. Siedziba wspólnoty znajduje się w miejscowości Wutöschingen, przewodniczącym jej jest Georg Eble.
Wspólnota administracyjna zrzesza dwie gminy wiejskie:
- Eggingen, 1 660 mieszkańców, 13,95 km²
- Wutöschingen, 6 600 mieszkańców, 26,47 km²